# Afili Aşk
Afili Aşk (En Español: La trampa del amor en Latinoamérica y Trampa de amor en España y Chile) es una serie de televisión turca de 2019, producida por Arc Film para Kanal D.

## Trama
Ayşe es la menor de tres hermanos, uno iracundo y el otro manipulador y ventajoso. Aunque esta quiere casarse con su amor Berk, teme a sus hermanos y al matrimonio forzoso. El chico más adinerado del barrio está encaprichado con ella, y pide a sus padres que la pidan en matrimonio para él, esto a sus padres no hace mucha gracia, ya que el hermano iracundo había golpeado brutalmente al pretendiente, sin embargo desean complacer en todo a su hijo. Ayşe no quiere un matrimonio forzoso y menos con quién no ama, por lo que decide desaparecer del barrio, al hacerlo se dirige a la casa de su mejor amiga, Gonca, quién se encuentra en casa con Berk en una situación muy comprometedora, Ayşe huye de ambos, profundamente herida, y va a refugiarse al taller de costura, dónde se encuentra Kerem, hijo de su jefe. Sus hermanos, y futuro prometido van a buscarla, junto con unos amigos de uno de los hermanos, pero ella al verse en tal situación miente haciéndoles creer que mantiene una relación con Kerem, quién tiene una mala fama de mujeriego. A petición de Muhsin, propietario de la fábrica donde Ayşe trabaja y aprovechando la situación, decide casarse con el hijo del jefe, Kerem, un hombre atractivo y rico, quién no desea casarse, y hace lo posible por salir de la situación, sin embargo, la vida de Ayse Özcayalı y Kerem dará pronto un giro de 180 grados, cuando el padre de Kerem, le deja ver que lo pondrá al frente de la compañía tan pronto se case, entonces junto con su mejor amigo planean su falso matrimonio con Ayşe, ésta acepta, pues se le promete, que podrá ir a la Universidad y librarse de sus dos hermanos, sólo hay un problema Ceyda, amiga de la infancia y socia de Kerem, quién vive enamorada de él y hará todo lo posible por ser su esposa.

## Reparto
- Çağlar Ertuğrul como Kerem Yiğiter
- Burcu Özberk como Ayşe Özkayalı Yiğiter
- Altan Erkekli como Muhsin Yiğiter
- Benian Dönmez como Melahat Özkayalı
- Neşe Baykent como Yelda Yiğiter
- Taner Rumeli como Rıza Özkayalı
- Uğur Uzunel como Erkut Özkayalı
- Serkay Tütüncü como Volkan Çekerek
- Asena Tuğal	como Hülya Yiğiter
- Ozan Dağğez como Samet Yiğiter
- Zeynep Tuğçe Bayat como Ceyda Aran
- Yılmaz Kunt como Berk Koçar
- Güzide Arslan como Gonca Durmaz
- Beril Pozam como Nazmiye Özkayalı
- Umutcan Ütebay como Sabri Horoz
- Vural Ceylan	como Kadir Horoz
- Banu İnan como Nermin Horoz
- Hira Su Yıldız como Buse Özkayalı

## Temporadas
| Temporada | Temporada | Episodios | Emisión original    | Emisión original    |
| Temporada | Temporada | Episodios | Inicio              | Final               |
| --------- | --------- | --------- | ------------------- | ------------------- |
|           | 1         | 38        | 12 de junio de 2019 | 19 de marzo de 2020 |